# Pustec
Pustec (macedonio: Општина Пустец, Opshtina Pustets; hasta 2013 Liqenas) es un municipio de Albania. Pertenece al condado de Korçë y es el municipio menos poblado del país con 3290 habitantes en el censo de 2011, en un área total de 198.68 km².
El municipio, el único en todo el país que no se divide en unidades administrativas, comprende nueve pueblos: la capital Pustec y las pedanías de Cerja, Dolna Gorica, Glloboçeni, Gorna Gorica, Leska, Šulin, Tuminec y Zrnovsko. Es fronterizo con Macedonia del Norte, existiendo aquí una importante población de macedonios y siendo el centro cultural del área étnicamente eslava del país conocida como Mala Prespa, siendo cooficiales en el municipio tanto el albanés como el macedonio. Debido a ello, no fue afectado por las grandes fusiones de municipios que ocurrieron en el país en 2015.